# Rosenbach/Vogtl.
Pour les articles homonymes, voir Rosenbach.

Rosenbach/Vogtl.  est une commune de Saxe (Allemagne), située dans l'arrondissement du Vogtland, dans le district de Chemnitz. Elle a été créée le 1er janvier 2011 lors de la fusion des anciennes communes autonomes de Leubnitz, Mehltheuer et Syrau.

## Personnalités liées à la ville
- Kurt Gruber (1904-), homme politique né à Syrau.
- Gisela Birkemeyer (1931-), athlète né à Fahsendorf.